# Datazione isocrona

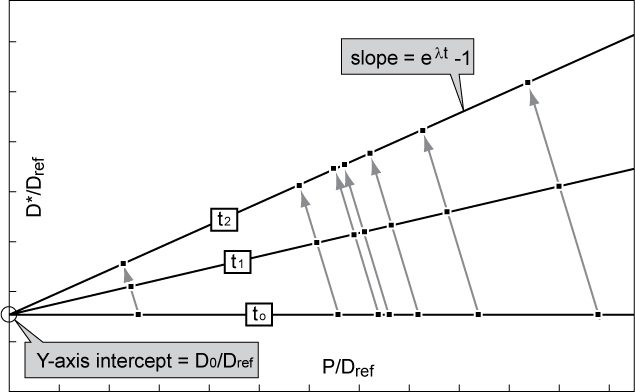
Diagramma isocrono di un isotopo radiogenico (D*) rispetto alla curva dell'isotopo da cui deriva (P), normalizzati a un isotopo finale stabile (D_{ref}). Permette di ricavare l'età del campione dall'evoluzione isotopica nel passaggio dal tempo t_{0} a t_{1} e t_{2}.

La datazione isocrona è una tecnica di datazione radiometrica applicabile a particolari eventi della storia delle rocce come la cristallizzazione, il metamorfismo, gli shock termici e la differenziazione dei fusi magmatici precursori. La datazione isocrona viene a volte ulteriormente suddivisa in datazione isocrona di un minerale e datazione isocrona completa di una roccia; entrambe le tecniche sono applicate frequentemente per datare rocce di origine sia terrestre che extraterrestre, come nelle meteoriti. 
Il vantaggio della datazione isocrona in confronto alle semplici tecniche di datazione radiometrica risiede nel fatto che non richiede assunzioni riguardo alla quantità iniziale di nuclide figlio presente nella sequenza di decadimento radioattivo. Questo valore anzi, può essere determinato dal metodo stesso.
La tecnica può essere applicata se il nuclide figlio ha almeno un isotopo stabile diverso da quello radiogenico in cui il nuclide progenitore decade.

## Basi del metodo
La datazione isocrona richiede che la roccia sorgente contenesse inizialmente quantità sia del nuclide radiogenico che di quello stabile del nuclide figlio, assieme a una quantità di nuclide padre. Al momento della cristallizzazione, il rapporto tra la concentrazione dell'isotopo radiogenico rispetto a quello non radiogenico del nuclide figlio, è indipendente dalla concentrazione del nuclide padre. 
Con il passare del tempo, il nuclide padre decade nell'isotopo radiogenico figlio, aumentandone il rapporto rispetto a quello stabile. Quanto più alta era la concentrazione iniziale del nuclide padre, tanto più alta risulterà quella del nuclide radiogenico discendente in un dato momento di tempo. Pertanto il rapporto del nuclide figlio radiogenico rispetto a quello stabile, tenderà ad aumentare nel tempo, mentre il rapporto tra nuclide padre e figlio radiogenico tenderà a diminuire. 
Nelle rocce che contenevano inizialmente una piccola concentrazione di nuclide padre, la variazione del rapporto radiogenico/non radiogenico nel nuclide figlio cambia molto più lentamente rispetto a quelle in cui la concentrazione iniziale era elevata.

## Assunzioni
Per ottenere da un diagramma isocrono un'età valida, occorre che tutti i campioni siano cogenetici, cioè che abbiano la stessa composizione isotopica iniziale al tempo t0, che le rocce provengano dalla stessa unità geologica e che il sistema sia rimasto chiuso.

## Diagramma isocrono
L'espressione matematica da cui deriva l'isocrona è la seguente:
{\displaystyle {\mathrm {D*} }={\mathrm {D} }_{\mathrm {0} }+\mathrm {n} \cdot (e^{\lambda t}-1),}
dove
t è l'età del campione,
D*  è il numero di atomi del nuclide radiogenico figlio,
D0 è il numero di atomi del nuclide figlio nel campione originale,
n è il numero di atomi del nuclide padre nel campione al tempo presente,
λ è la costante di decadimento dell'isotopo padre, eguale all'inverso dell'emivita dell'isotopo padre moltiplicato per il logaritmo naturale di 2,
(eλt-1) è la pendenza dell'isocrona, che definisce l'età del sistema.
Nella spettrometria di massa risulta più agevole misurare i rapporti tra gli isotopi invece delle loro concentrazioni assolute.
Un'isocrona viene pertanto normalmente definita dalla seguente equazione, che normalizza la concentrazione dell'isotopo genitore e quella dell'isotopo figlio radiogenico a quella dell'isotopo figlio non radiogenico, che si assume rimanga costante: 
{\displaystyle \left({\frac {\mathrm {D*} }{\mathrm {D} _{ref}}}\right)_{\mathrm {present} }=\left({\frac {\mathrm {D_{0}} }{\mathrm {D} _{ref}}}\right)_{\mathrm {initial} }+\left({\frac {\mathrm {P_{t}} }{\mathrm {D} _{ref}}}\right)\cdot (e^{\lambda t}-1),}
dove:
{\displaystyle D_{ref}} è la concentrazione dell'isotopo figlio non radiogenico (assunta costante),

{\displaystyle D*} è la concentrazione attuale dell'isotopo figlio radiogenico,

{\displaystyle D_{0}} è la concentrazione iniziale dell'isotopo figlio radiogenico,
{\displaystyle P_{t}} è la concentrazione iniziale dell'isotopo padre, che è decaduta nel tempo {\displaystyle t}.

## Metodica
Per effettuare la misurazione dell'età, il campione di roccia viene triturato fino a ottenere una polvere fine; i minerali vengono poi separati con sistemi fisici e magnetici. Ogni minerale ha un differente rapporto tra le concentrazioni di nuclide padre e figlio.
La relazione che lega il rapporto tra nuclide padre e figlio, è data dalla seguente equazione:
{\displaystyle {\mathrm {D} _{0}+\Delta {P}_{t} \over D_{ref}}={\Delta {P}_{t} \over P_{i}-\Delta {P}_{t}}\left({P_{i}-\Delta {P}_{t} \over D_{ref}}\right)+{D_{0} \over D_{ref}}}          (1)
dove:
{\displaystyle P_{i}} è la concentrazione iniziale dell'isotopo padre

{\displaystyle \Delta {P}_{t}} è il quantitativo totale dell'isotopo padre che è decaduto al tempo {\displaystyle t}.
L'equazione, di soluzione algebricamente semplice, è utile in questa forma perché mostra la relazione tra le quantità effettivamente presenti al momento della misura. In pratica {\displaystyle P_{i}-\Delta {P}_{t}}, {\displaystyle D_{0}+\Delta {P}_{t}} e {\displaystyle D_{ref}} corrispondono rispettivamente alla concentrazione di isotopo padre, figlio radiogenico e non radiogenico trovati nel campione al momento della misura.
I rapporti {\displaystyle {\frac {\mathrm {D*} }{\mathrm {D} _{ref}}}} o {\displaystyle D_{0}+\Delta {P}_{t} \over D_{ref}} (concentrazione relativa attuale degli isotopi figlio radiogenico e non radiogenico) e {\displaystyle {\frac {\mathrm {P_{t}} }{\mathrm {D} _{ref}}}} o {\displaystyle {P_{i}-\Delta {P}_{t} \over D_{ref}}} (concentrazione relativa dell'isotopo padre radiogenico e non radiogenico) misurati con la spettrometria di massa, vengono messi in grafico in un diagramma a tre isotopi noto come diagramma isocrono.
Se tutti i dati si dispongono lungo una retta, questa linea viene chiamata l'isocrona. Il calcolo dell'età è tanto più affidabile, quanto più la disposizione dei dati si avvicina a una retta.
Poiché il rapporto tra i nuclidi figli, radiogenico e non radiogenico, è proporzionale al rapporto tra l'isotopo padre e il non radiogenico, la pendenza della curva diventa più ripida nel corso del tempo. Assumendo una pendenza iniziale nulla (isocrona orizzontale) nel punto di intersezione (intercetta) dell'isocrona con l'asse y, il cambio di pendenza dalle condizioni iniziali alla pendenza attuale, fornisce l'età della roccia. 
La pendenza dell'isocrona, {\displaystyle (e^{\lambda t}-1)} o {\displaystyle \Delta {P}_{t} \over P-\Delta {P}_{t}}, rappresenta il rapporto tra nuclide figlio/padre come negli altri metodi di datazione radiometrica, e può essere utilizzato per calcolare l'età del campione al tempo t. L'intercetta con l'asse y dell'isocrona fornisce il rapporto iniziale del nuclide radiogenico, {\displaystyle {\frac {\mathrm {D_{0}} }{\mathrm {D} _{ref}}}}.

## Datazione completa di una roccia
La datazione completa di una roccia segue le stesse linee guida, ma invece di concentrarsi sui singoli minerali presenti in un'unica roccia, utilizza varie tipologie di rocce derivate da una singola sorgente, cioè derivate dallo stesso fuso magmatico. In questo modo è possibile datare la differenziazione del fuso precursore in funzione del raffreddamento che lo ha portato a cristallizzare in tipologie di rocce differenti.
Uno dei migliori sistemi isotopici per datazione isocrona è la datazione rubidio-stronzio. Altre tecniche utilizzate per la datazione isocrona includono isotopi di samario-neodimio e uranio-piombo.
Alcuni sistemi isotopici basati su radionuclidi estinti a emivita breve, come 53Mn, 26Al, 129I, 60Fe, vengono utilizzati per datare eventi risalenti ai primordi del sistema solare. L'impiego di radionuclidi estinti produce però solo età relative, che devono essere calibrate con metodi di datazione radiometrica basati su nuclidi a emivita lunga, come Pb-Pb, per fornire età assolute.

## Applicazioni
La datazione isocrona è impiegata per la determinazione dell'età nelle rocce magmatiche, che traggono la loro origine dal raffreddamento del magma fuso.
Permette anche di calcolare l'epoca del metamorfismo, eventi di shock come l'impatto di un asteroide o quelli che dipendono dall'evoluzione del sistema isotopico del campione in esame. Può essere impiegata anche per determinare l'età dei granuli nelle rocce sedimentarie, e comprendere la loro origine tramite un metodo noto come studio di provenienza.